# Zum Mars oder zu Dir?
Zum Mars oder zu Dir? (Originaltitel: Space Oddity) ist eine Science-Fiction-Liebeskomödie von Kyra Sedgwick, die im Juni 2022 beim Tribeca Film Festival ihre Premiere feierte.

## Handlung
Um der Tristesse der von seinen Eltern betriebenen Gärtnerei zu entkommen, nutzt Alex McAllister die Gelegenheit an einem privat finanzierten Mars-Kolonisierungsprogramms teilzunehmen. Während er sich darauf vorbereitet, lernt er Daisy kennen, die neu in der Stadt ist.

## Produktion

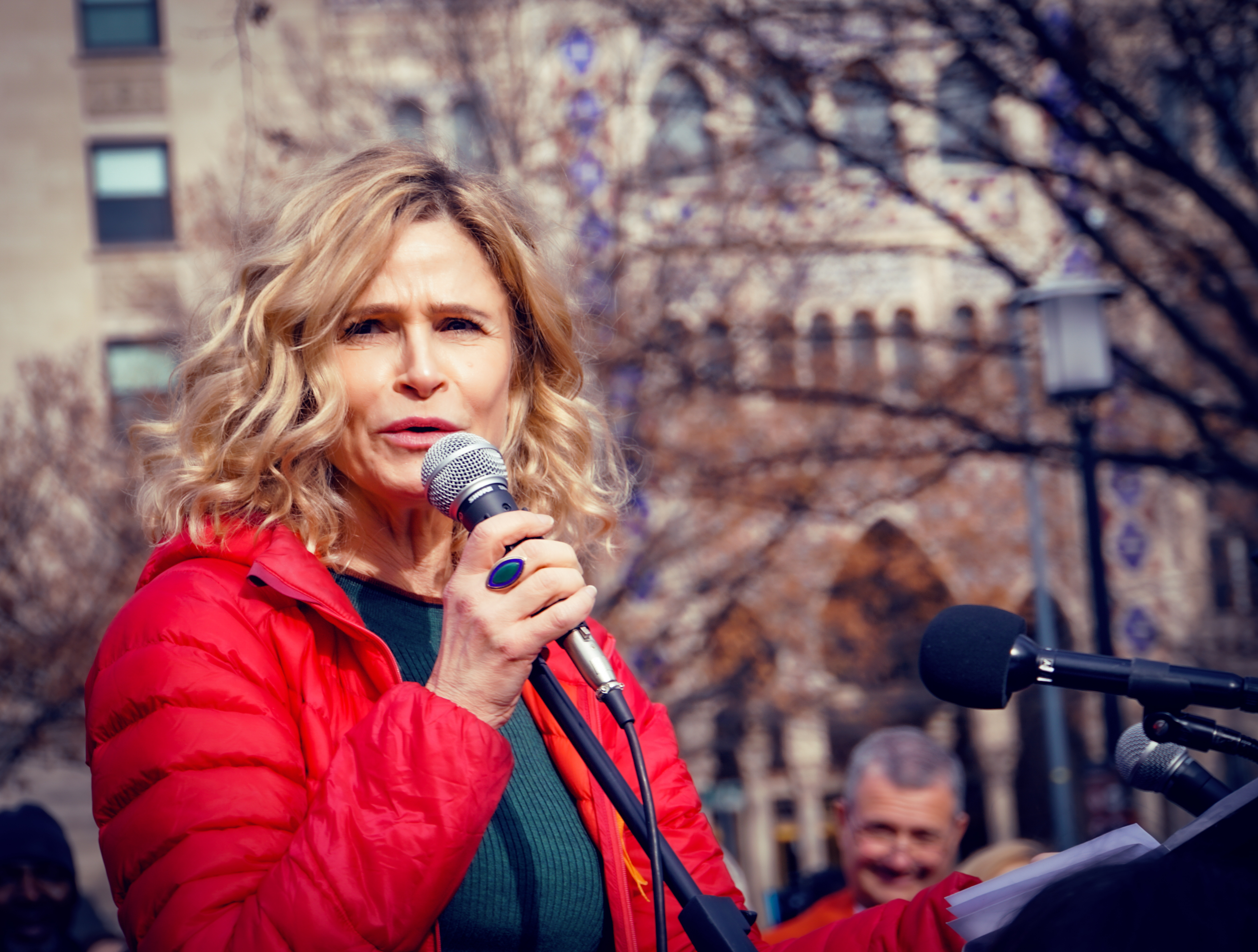
Regisseurin Kyra Sedgwick

Regie führte die als Schauspielerin bekannte Kyra Sedgwick. Es handelt sich nach dem Fernsehfilm Girls Weekend und ihrer Mitarbeit bei einigen Fernsehserien um ihren zweiten Langfilm. Das Drehbuch schrieb Rebecca Banner.
Kyle Allen spielt in der Hauptrolle Alex McAllister, Alexandra Shipp ist in der weiblichen Hauptrolle als Daisy Taylor zu sehen. Sedgwicks Ehemann Kevin Bacon spielt Jeff McAllister, Carrie Preston spielt Jane McAllister. Madeline Brewer ist in der Rolle von Liz zu sehen, Simon Helberg spielt Dimitri.
Die Premiere erfolgte am 12. Juni 2022 beim Tribeca Film Festival. In Deutschland wurde er am 28. Juni 2024 auf DVD und Blu-ray veröffentlicht.